# ژو جینگیوان
ژو جینگیوان (انگلیسی: Zou Jingyuan؛ زادهٔ ۳ ژانویهٔ ۱۹۹۸) ژیمناست هنری اهل چین است.